# دجاجة الماء منقطة الأجنحة
دجاجة الماء منقطة الأجنحة (الاسم العلمي: Gallinula melanops) (بالإنجليزية: Spot-flanked Gallinule)‏ هي نوع من الطيور تتبع جنس دجاجة الماء من فصيلة المرعات.

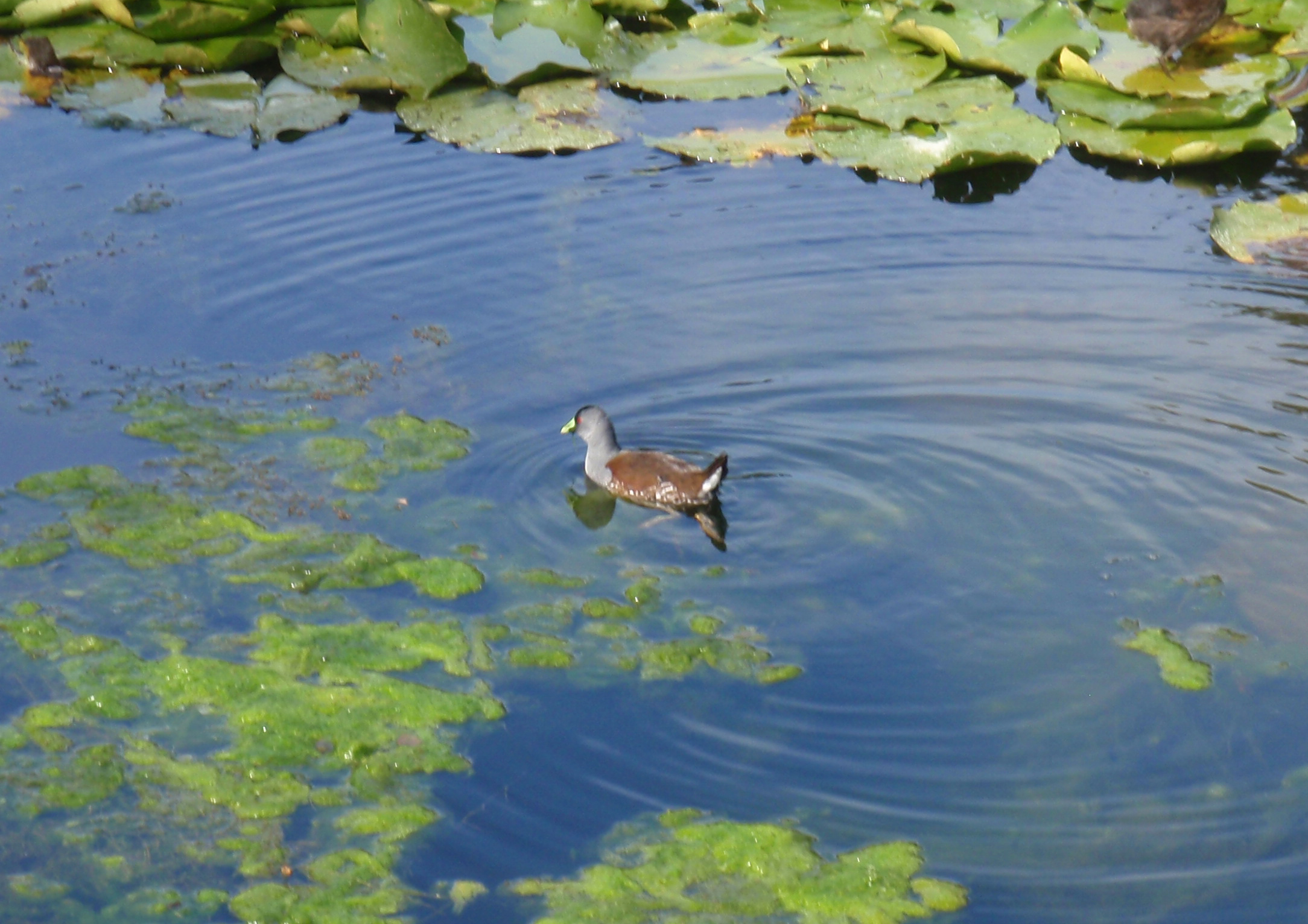
Adult swimming in a pond in central Chile.
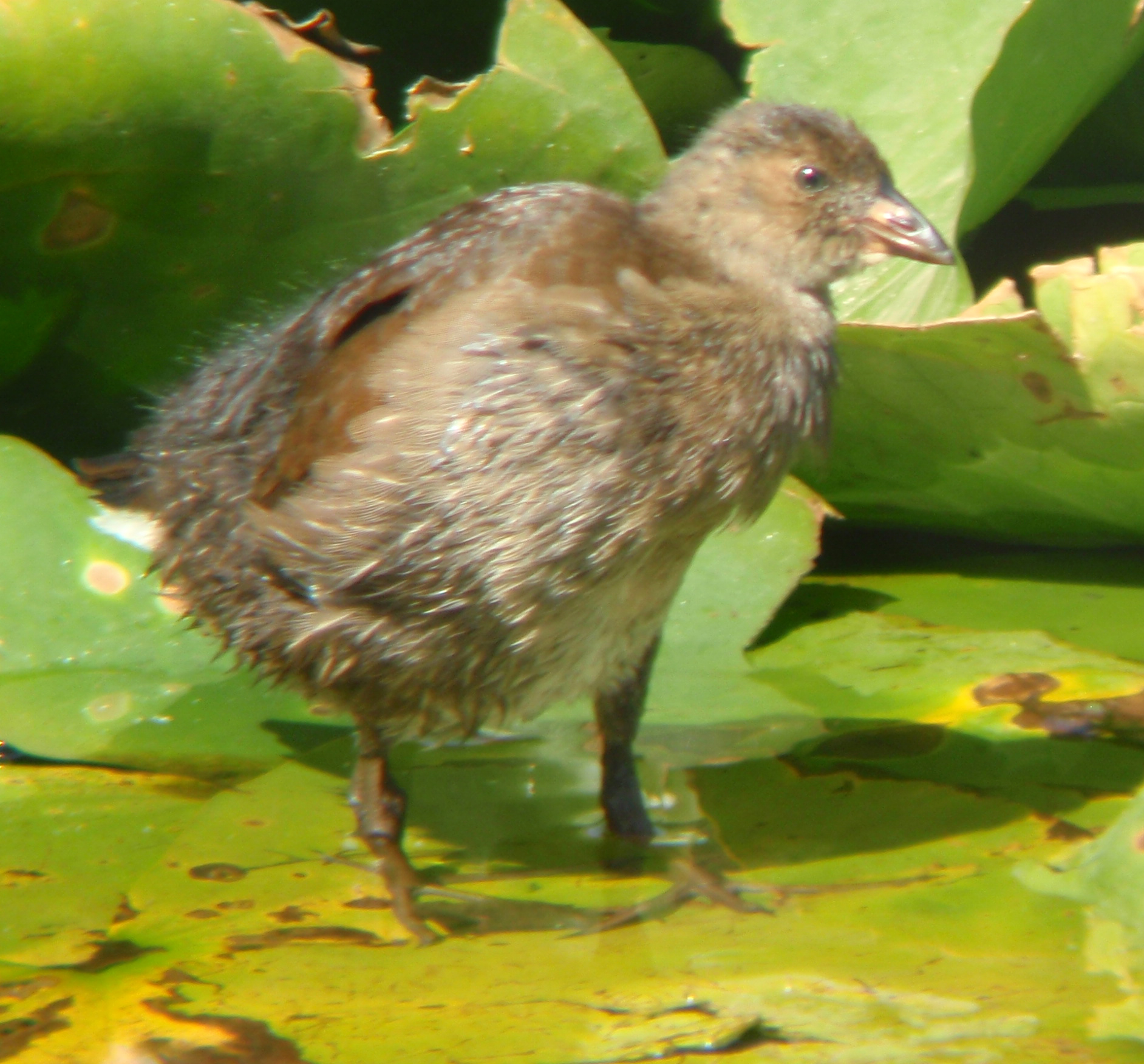
A juvenile in central Chile.